# Venøsund Færgelaug
Venøsund Færgelaug er en forening der har til formål er at bevare Danmarks mindste bilfærge, bil- og passagerfærgen Venøsund. Danmarks ældste bilfærge siden 1999 – M/F Venøsund – bedre kendt som "Den lille Venøfærge" – blev taget ud af aktiv drift den 1. september 2010. Den blev bygget i 1931 på Jens Laursen og Sønners Skibsbyggeri til Fur Sund-overfarten. Den hed også indtil 1956 "M/F Fuursund". I 1956 blev den taget i brug på Venøoverfarten og omdøbt til "M/F Venøsund". September 2010 blev "M/F Venøsund" og storebroderen "M/F Venøsund II" erstattet af en nybygget stålfærge. "M/F Venøsund II" blev solgt og er under ombygning til husbåd. "M/F Venøsund" er imidlertid blevet restaureret og overdraget til et nystiftet færgelaug. Overdragelsen skete den 18. juni 2011, og den lille færge er nu hjemhørende i Venø Havn og ejes og drives af færgelauget. Den benyttes som reserve for den nye færge, men ellers til lystsejlads.

## Eksterne kilder og henvisninger
- Færgelaugets webside